# Nikolaj Petrovič Ottokar
Nikolaj Petrovič Ottokar, meglio noto in Italia come Nicola Ottokar (in russo Николай Петрович Оттокар?; San Pietroburgo, 12 marzo 1884 – Firenze, 18 settembre 1957), è stato uno storico russo, specialista del Medioevo e della civiltà comunale. Riparò in Europa dopo il 1921, a seguito della rivoluzione russa e dei suoi strascichi, e visse in varie città europee, prima di stabilirsi definitivamente in Italia.

## Biografia
Di origini sconosciute, si dice fosse nato nell'allora capitale dell'Impero russo in una famiglia calvinista, verosimilmente di provenienza baltica, anche se le sue origini sono comunque ignote. Si laureò all'Università di San Pietroburgo in quella che è, peraltro, una delle poche notizie della sua infanzia e giovinezza: le sue origini e il suo passato, su cui Ottokar stendeva un velo impenetrabile di totale riserbo, sono rimasti pressoché sconosciuti. Tale atteggiamento non è stato dimenticato in ambito universitario fiorentino, tanto che alcuni docenti dell'Ateneo erano soliti definirlo, in maniera molto informale, come "un personaggio misterioso".
Cominciò in patria il proprio lavoro di ricerca sul Medioevo, definendo fin da allora l'ambito principale dei suoi interessi scientifici sulla tipologia della città medievale europeo-occidentale e sull'origine e lo sviluppo delle comunità urbane nella Francia e nell'Italia medievale.
Insegnò dapprima all'università di Perm', dove fu titolare della cattedra di Storia medievale dal 1916 al 1921 e dove fu anche rettore dal 1919 al 1921. Emigrato dalla Siberia occidentale in Europa, approdò infine in Italia, dove proseguì i propri studi sulle città medievali, italiane e francesi, e, in particolare, sulla storia di Firenze. Dopo la sua venuta in Italia, furono tradotti in italiano i suoi studi sull'argomento già pubblicati in russo. Dapprima supplente, nel 1930 divenne professore ordinario dell'Università di Firenze. 
Peculiare fu l'impostazione che egli diede allo studio delle vicende politiche della storia del comune fiorentino: Ottokar, a differenza di Gaetano Salvemini, propose una visione oligarchica della politica cittadina, ponendo l'accento sulle dinamiche di contrapposizione tra diversi gruppi politici su base familiare, uno scenario anche mutevole, ma di fatto non influenzato dalle vicende e dai fermenti dal basso dei gruppi sociali e dalla dialettica della lotta di classe tra contrapposte componenti  sociali.
All'altissimo profilo scientifico si accompagnava, in lui, un «atteggiamento aristocratico e solitario», un'indole schiva e riservata, che, congiunta a un'attitudine metodologica poco interessata alla sintesi, non favorì la formazione di «una vera e propria scuola nell'ambito fiorentino» legata al suo nome.

## Opere
- Il Comune di Firenze alla fine del Dugento, 1926, prima edizione Vallecchi, 1962 presso Einaudi Editore
- Le città francesi nel medio evo, 1927
- I comuni cittadini del medio evo, 1936
- Breve storia della Russia, 1936, Editori Laterza
- Studi comunali e fiorentini, 1948